# Lena Meyer-Landrut
Lena Meyer-Landrut, eller blot Lena, (født 23. maj 1991 i Hannover) er en tysk sangerinde, som vandt Eurovision Song Contest 2010 for Tyskland.
Efter Eurovision Song Contest 2009 startede Stefan Raab en talentkonkurrence med titlen Unser Star für Oslo (Vores stjerne til Oslo) for at finde en repræsentant til ESC 2010. Lena Meyer-Landrut var en af 4500 personer, som tog del i castingen. Hun kvalificerede sig til finalen, som fandt sted den 12. marts 2010. I finalen blev sangen "Satellite" af den danske komponist John Gordon og Julie Frost udvalgt til hende, og til sidst blev hun valgt af tv-seerne til at repræsentere Tyskland i Oslo den 29. maj 2010.
Ved den europæiske finale var Lena på forhånd regnet blandt favoritterne, og hun levede op til de høje forventninger med en ganske overbevisende sejr med 76 point ned til Tyrkiets maNga på andenpladsen.

## Barndom
Lena Meyer-Landrut blev født i Hannover, Tyskland. Hun er barnebarn af Andreas Meyer-Landrut, den estiskfødte vesttyske ambassadør i Sovjetunionen fra 1980-1983 og 1987-1989. Hun voksede op som enebarn og begyndte at tage dansetimer i en alder af fem år. Hendes far forlod hende og hendes mor, da hun var 6 år gammel. Det tog hårdt på hende, og gennem hele hendes liv har det været en stor ting for hende. 2017 lavede en sang “if I wasn't you daughter” hvor den beskriver de følelser hun har om det. 

Oprindeligt var hun mest aktiv inden for ballet, men senere begyndte hun at praktisere forskellige moderne stilarter, herunder hip hop- og jazz-dans. Meyer-Landrut var i løbet af sin barndom glad for sang og optrådte til tider som statist i en række tyske tv-serier; hun har dog aldrig modtaget nogen formel uddannelse.

## Karriere

### Unser Star für Oslo
Trods at hun i forvejen ikke havde nogle professionelle sangerfaringer, besluttede hun sig for at deltage i det tyske talentshow Unser Star für Oslo (Vores stjerne til Oslo), et nyoprettet nationalt tv-program til at udvælge Tysklands bidrag ved Eurovision Song Contest 2010 i Oslo. Showet blev arrangeret af det offentlige tv-selskab ARD og det private selskab ProSieben, samt entertainer og musikproducer Stefan Raab. Omkring 4.500 personer mødte op til castingen, og blandt dem skulle der udvælges 20. Lena Meyer-Landrut var blandt dem som blev udvalgt som en af de tyve. Da hun blev adspurgt om hendes motivation til at deltage i showet, sagde hun: "Jeg kan godt lide at teste mig selv. Jeg ville teste, hvordan jeg blev opfattet, og hvad jeg ville høre hvad folk havde at sige om det. Jeg kan personligt ikke bedømme mig selv."
Efter hendes første optræden med sangen "My Same" af den britiske sanger Adele, modtog Meyer-Landrut megen ros fra showets jurypanel, og blev straks udvalgt som favorit til at vinde showet. Den efterfølgende uge kom Adeles "My Same" på den tyske hitliste som nr. 61. Meyer-Landrut nåede til finalen ved Unser Star für Oslo, og optrådte med de tidligere kendte sange af de internationale kunstnere: The Bird and the Bee, Kate Nash, Paolo Nutini og Lisa Mitchell. Ud af hendes otte cover-optrædener kom fem af de originale sange på de tyske hitlister, dvs. alle med undtagelse af en sang kom på hitlisten. Ved finalen den 12. marts 2010 sang hun tre sange, der var specielt skrevet for konkurrencen: "Bee", "Satellite" og "Love Me". Gennem en sms-afstemning blev sangen "Satellite", skrevet af amerikaneren Julie Frost og danskeren John Gordon, udvalgt som sangen hun skulle synge ved Eurovision, i tilfælde af at hun skulle vinde konkurrencen. Ved den anden stemmerunde blev Meyer-Landrut valgt som Tysklands sangerinde ved det 55. Eurovision Song Contest, efter at hun vandt over Jennifer Braun. Musikvideoen for "Satellite" blevet lavet i løbet af natten efter finalen, og fik premiere i Tyskland fire dage senere.
Gennem hele showet blev Meyer-Landrut set som en klar favorit. Ofte lå hun som nr. 1 på internetafstemninger om hvem der ville vinde.  En dag efter at have vundet Unser Star für Oslo toppede alle de tre sange, hun optrådte med i finalen, den tyske iTunes Store sales chart, hvilket gjorde hende til den første sanger nogensinde til at gøre dette. "Satellite" solgte over 100.000 downloads i løbet af den første uge, og blev dermed Tysklands hurtigst-sælgende digitale sang nogensinde. Alle hendes tre sange endte på topfem-listen på den tyske singlehitliste på henholdsvis nummer et, tre og fire, som ingen kunstner nogensinde havde gjort siden 1959. Sangen forblev nr. 1 i fem uger i Tyskland. Den blev desuden nr. 2 i både Østrig og Schweiz.
.
Samtidig med at hun konkurrerede i Unser Star für Oslo, fortsatte hun i gymnasiet. Det sidste show blev afholdt en måned før starten på hendes sidste eksamener. Efter studentereksamen udgav hun sit debutalbum, My Cassette Player, den 7. maj 2010, produceret af Stefan Raab. Albummet indeholder singlerne "Satellite", "Love Me" and "Bee", samt to coversange og otte endnu ikke udgivne titler. Meyer-Landrut er krediteret som co-writer for sangteksterne af de fem sange. Hendes album debuterede som nummer 1 på den tyske albumhitliste, nummer 3 på både den østrigske og schweiziske og nummer 5 på Billboards European Top 100 Albums.
Efter sin succes i Tyskland sagde hun, at hun ville ville nyde at få en sang- eller skuespillerkarriere, men udtalte dog også: "Jeg er ikke fikseret på at lave musik hele mit liv." Hun har sagt, at hun oprindeligt har planlagt at studere drama efter skolen, men er endnu usikker på dette: "Hvis tiden tillader det". Sine musikalske indflydelser inkluderer Adele, Kate Nash, Vanessa Carlton, samt den tyske sanger Clueso og pop rock-bandet Wir sind Helden. Måden som hun optræder på er blevet sammenlignet med Lily Allen.

### Eurovision Song Contest 2010
Da Tyskland jo var en af de såkaldte "big four"-lande var Meyer-Landrut automatisk kvalificeret som finalist ved Eurovision Song Contest 2010. En uge før showet ankom hun til Oslo i Norge, hvor hun gennemførte fem prøver på sangen "Satellite". Forud for finalen blev Meyer-Landrut betragtet som en af favoritterne til at vinde showet. Bookmakere betragtede den anden favorit som Aserbajdsjans Safura, mens Google forventede at hun ville vinde, baseret på søgevolumen blandt de deltagende lande. Ifølge den norske avis Aftenposten var hun den, der modtog mest medieopmærksomhed blandt alle deltagerne.
Finalen blev afholdt den 29. maj 2010 i Telenor Arena i Oslo. Hun optrådte som den fjerdesidste, og var iklædt en sort kjole. Hun sang på scenen sammen med fire støttevokaler. Hendes sort-udklædte præsentation var en pause fra de seneste Eurovision-tendenser, idet der ikke var nogen form for koreografi, dansere eller sceneshow ved fremførelsen. "Satellite" modtog i alt 246 point, hvilket gjorde at Tyskland vandt Eurovision Song Contest første gang siden 1982, samt den første sejr som et genforenet land. Sangen vandt over Tyrkiets "We Could Be the Same" med 76 point, det andet-største spænd i Eurovisions historie, efter Alexander Rybaks på 169 point ved Eurovision Song Contest 2009. "Satellite" modtog det maksimale 12-point ni gange, og modtog point fra næsten alle lande, kun fem lande gav hende ikke point. 
Meyer-Landruts Eurovision-sejr fik megen opmærksomhed i Tyskland, og showet blev set af 14.69 millioner seere på tysk tv (med 49,1 procent markedsandel). Hun vendte tilbage til Hannover den følgende dag, hvor hun blev mødt af over 40.000 mennesker. Stefan Raab sagde at Meyer-Landrut ville gøre et forsøg på at forsvare titlen ved Eurovision Song Contest 2011. i så fald, vil hun være den tredje vinder nogensinde til at gøre det, samt den første i over 50 år.

### Eurovision Song Contest 2011
Den 30. juni 2010 blev det officielt bekræftet at Lena Meyer-Landrut skal repræsentere Tyskland igen i Eurovision Song Contest 2011.

## Diskografi

### Album
- My Cassette Player (2010)
- Good News (2011)
- Stardust (2012)
- Crystal Sky (2015)
- Only Love, L (2019)
- loyal to myself (2024)

### Singler
- "Satellite" (2010)
- "Bee" (2010)
- "Love Me" (2010)
- "Touch a New Day" (2010)
- "Taken By a Stranger" (2011)
- "What a Man" (2011)
- "Stardust" (2012)
- "Neon (Lonely People)" (2013)
- "Mr. Arrow Key" (2013)
- "Traffic Lights" (2015)
- "Wild & Free" (2015) - lavet til filmen Fack ju Göhte 2
- “Strip” (2021)
- “Looking for love” (2022)
- “What i want” (2023)
- “Straitjacket” (2023)
- “Loyal to myself” (2024) (album på vej, udgives 31 maj, 2024)